# Тахертинг
Тахертинг (нем. Tacherting) — община в Германии, в земле Бавария. 
Подчиняется административному округу Верхняя Бавария. Входит в состав района Траунштайн.  Население составляет 5480 человек (на 31 декабря 2010 года). Занимает площадь 50,24 км².
Коммуна подразделяется на 8 сельских округов.